# 早园竹
早园竹（学名：Phyllostachys propinqua）为禾本科刚竹属下的一个种。